# Сен-Бартелеми (Верхняя Сона)
Сен-Бартелеми́ (фр. Saint-Barthélemy) — коммуна во Франции, находится в регионе Франш-Конте. Департамент — Верхняя Сона. Входит в состав кантона Мелизе. Округ коммуны — Люр.
Код INSEE коммуны — 70459.

## География
Коммуна расположена приблизительно в 340 км к востоку от Парижа, в 75 км северо-восточнее Безансона, в 36 км к северо-востоку от Везуля.
На севере коммуны протекает река Оньон и её небольшой приток — река Фуршон (фр. Fourchon). Восточная часть коммуны покрыта лесами.

## Население
Население коммуны на 2010 год составляло 1149 человек.
| 1962 | 1968 | 1975 | 1982 | 1990 | 1999 | 2010 |
| ---- | ---- | ---- | ---- | ---- | ---- | ---- |
| 810  | 880  | 950  | 1045 | 997  | 900  | 1149 |

## Администрация
| Период | Период | Фамилия             | Партия                              | Примечания |
| ------ | ------ | ------------------- | ----------------------------------- | ---------- |
| 2001   | 2008   | Морис Ландри-Шапите | Французская коммунистическая партия |            |
| 2008   | 2014   | Дени Жилле          |                                     |            |

## Экономика
В 2010 году среди 729 человек трудоспособного возраста (15—64 лет) 530 были экономически активными, 199 — неактивными (показатель активности — 72,7 %, в 1999 году было 67,0 %). Из 530 активных жителей работали 464 человека (256 мужчин и 208 женщин), безработных было 66 (28 мужчин и 38 женщин). Среди 199 неактивных 49 человек были учениками или студентами, 90 — пенсионерами, 60 были неактивными по другим причинам.

## Фотогалерея
- Сен-Бартелеми (1950 год)
- Карта коммуны